# Tvillingtjärnarna (Arjeplogs socken, Lappland, 731471-160705)
Tvillingtjärnarna är en sjö i Arjeplogs kommun i Lappland och ingår i Skellefteälvens huvudavrinningsområde.